# فواديسواف كوزاكيفيتش
فواديسواف كوزاكيفيتش (مواليد 8 ديسمبر 1953) هو لاعب ألعاب قوى بولندي معتزل تخصص في منافسات القفز بالزانة، فاز بالميدالية الذهبية في أولمبياد 1980.